# 6-й батальон территориальной обороны Тернопольской области
6-й батальон территориальной обороны Тернопольской области (укр. 6-й батальйон територіальної оборони) — отдельный батальон, созданный в Тернопольской области при содействии со стороны администрации Тернопольской области и находящийся в оперативном подчинении Министерства обороны Украины.

## Предшествующие события
19 марта 2014 года Совет национальной безопасности и обороны Украины принял решение о создании оперативных штабов при областных государственных администрациях пограничных областей Украины. 30 марта 2014 года и. о. президента Украины А. В. Турчинов поручил руководителям областных администраций начать создание батальонов территориальной обороны в каждой области Украины.
30 апреля 2014 года было принято официальное решение возложить функции создания батальонов территориальной обороны в каждой области Украины на областные военные комиссариаты.

## Формирование батальона
Формирование батальона началось в начале мая 2014 года. Местом постоянной дислокации батальона является военный городок расформированной ранее 11-й артиллерийской бригады (в/ч А1769) сухопутных войск вооружённых сил Украины. Первоначально предполагалось, что служить в батальоне будут только контрактники.
31 мая 2014 личный состав принёс присягу и был направлен на обучение.
Стрелковая подготовка военнослужащих проходила на военном полигоне у села Белая Тернопольского района Тернопольской области.
По состоянию на начало июня 2014 года, основную часть личного состава батальона составляли лица, уже отслужившие срочную службу, несколько человек имели опыт участия в миротворческих операциях ООН, однако имелись и те, кто не имел опыта военной службы.
По состоянию на 13 июня 2014 года, личный состав батальона проходил обучение в военной части города Золочев.
По состоянию на 19 июня 2014 года, батальон был укомплектован на 86 % от штатной численности и насчитывал свыше 350 военнослужащих. При этом, материально-техническое обеспечение батальона оставалось недостаточным, наиболее востребованы были средства защиты (шлемы и бронежилеты).
27 июня 2014 в учебном центре Тернопольского медицинского университета началось обучение военнослужащих батальона оказанию медицинской помощи в полевых и экстремальных условиях.
Формирование батальона проходило с использованием бюджетных средств Тернопольской области:
- так, в июне 2014 городские власти Тернополя закупили для батальона партию спальных мешков[13]
- 3 июля 2014[14] на приобретение касок, бронежилетов, радиостанций для батальона Тернопольский областной совет выделил 4,7 млн. гривен[15]
- 20 августа 2014 батальону передали партию имущества стоимостью 199 284 гривны (4 миниэлектростанции, 450 пар сапог, 200 защитных костюмов, 100 утеплённых курток, 12 шин для грузовых автомашин и др.), которое приобрели на средства, собранные коммунальными службами Тернопольской области[16] (до 24 ноября 2014 дополнительных средств для батальона коммунальные предприятия не собирали[17])

Кроме того, батальон получает помощь от волонтёров и спонсоров:
- так, 29 мая 2014 года батальон получил партию имущества (160 спальных мешков и 400 ковриков-карематов)[2] общей стоимостью 100 тысяч гривен, которую собрали и привезли представители католического фонда «Каритас», греко-католической церкви, «Автомайдана» и «Самообороны Майдана Тернопольщины»[19]
- в июне 2014 года батальон получил ещё одну партию гуманитарной помощи[20]
- 31 июля 2014 батальон получил ещё одну партию помощи от УГКЦ (продовольствие, 22 шлема, разгрузочные жилеты, тактические перчатки, компасы и др.)[21]
- в начале августа 2014 батальон получил 50 упаковок кровоостанавливающего препарата «Celox» от представителей украинской диаспоры в США[1]
- 2 сентября 2014 руководство корпорации «Мінеральні води Надзбруччя» передало батальону 2 тыс. бутылок с 4800 литрами минеральной воды и утепление для палаток[22][23]
- в ноябре 2014 батальону передали 20 бронежилетов[24], тёплые вещи, несколько печек-буржуек, 120 литров антифриза, 20 литров машинного масла и автозапчасти, необходимые для ремонта техники батальона[25][26]
- 6 декабря 2014 батальону передали тёплые вещи, обувь, медикаменты и продовольствие на сумму почти 140 тыс. гривен[27], которые собрали депутаты, государственные служащие, работники коммунальных предприятий и предприниматели Тернопольской области[28].

Тем не менее, снаряжением, военным имуществом и продуктами питания военнослужащие были обеспечены в недостаточной степени. Часть имущества, полученного со складов министерства обороны, была в неудовлетворительном состоянии (так, предоставленные матрасы и палатки были старыми и изношенными). Часть грузов, полученных от спонсоров (продовольствие, цистерна, электрогенератор и др.) в распоряжение военнослужащих не поступили.
Осенью 2014 года Министерство обороны Украины и Генеральный штаб Вооружённых сил Украины приняли решение о переформатировании 6-го батальона территориальной обороны Тернопольской области в мотопехотный батальон и переводе военнослужащих тернопольского батальона в 128-ю горно-пехотную бригаду (г. Мукачево, в/ч А1556) оперативного командования «Запад».

## Деятельность
26 июня 2014 года было объявлено, что батальон не будет отправлен в зону боевых действий на востоке.
26 июля 2014 батальон был переброшен в Херсонскую область для несения охранной службы. Местом постоянной дислокации являлось общежитие ПТУ в селе Ульяновка Скадовского района области. Личный состав нёc службу на блокпостах.
26 сентября 2014 на блокпосту у села Каирка Каланчакского района Херсонской области местный житель напал на сержанта батальона «Збруч» и попытался отнять оружие, но был ранен выстрелом из автомата и умер от потери крови.
3 октября 2014 в результате взрыва гранаты погиб один солдат батальона.
В ноябре 2014 года 6-й батальон территориальной обороны Тернопольской области был преобразован в 6-й отдельный мотопехотный батальон 128-й отдельной горнострелковой бригады.
После того, как в ноябре 2014 года появилась информация о том, что 6-й батальон территориальной обороны будет расформирован, а личный состав — включён в состав 128-й отдельной горнострелковой бригады, военная прокуратура возбудила уголовное дело по ст. 402 Уголовного кодекса Украины в отношении свыше 50 военнослужащих батальона, которые отказались выезжать в зону боевых действий.
Около четырёх часов утра 1 февраля 2015 года в районе села Красный Чабан Херсонской области начался пожар полевого лагеря батальона «Збруч», в ходе которого взорвались хранившиеся в одной из палаток боеприпасы. В результате погибли шесть и были ранены ещё 11 военнослужащих батальона; после окончания тушения пожара было установлено исчезновение из полевого лагеря ещё десяти военнослужащих 6-го батальона территориальной обороны. Причиной пожара объявлены действия сержанта, который решил плеснуть в печку-«буржуйку» бензин из канистры.
В дальнейшем, в феврале 2015 года, группа военнослужащих батальона была направлена для несения службы в Донецкую область, они находилась в районе Гранитное — Широкино — Володарское.
17 марта 2015 года родственники военнослужащих батальона перекрыли дорогу и начали акцию протеста с требованием провести демобилизацию в соответствии с решением президента Украины П. А. Порошенко. На следующий день, 18 марта 2015 года они начали пикет у здания обладминистрации Тернопольской области, и советник главы области заверил протестующих, что военнослужащие батальона будут возвращены в Тернопольскую область в течение двух-трёх следующих недель и демобилизованы.
20 марта 2015 года первая группа из 55 военнослужащих батальона была выведена к месту постоянной дислокации батальона и началась подготовка к возвращению в Тернопольскую область остальных военнослужащих батальона. В дальнейшем, 4 из 55 военнослужащих батальона, прибывших в Тернополь 20 марта, были демобилизованы.
27 марта 2015 года были демобилизованы ещё 40 военнослужащих батальона.
28 марта 2015 года офицер батальона Виталий Гуменний сообщил, что случаи пьянства среди военнослужащих батальона продолжаются, а несколько военнослужащих заболели туберкулёзом.
21 августа 2015 в районе Северодонецка погиб 1 солдат батальона.
В соответствии с указом президента Украины П. А. Порошенко № 44 от 11 февраля 2016 года оказание шефской помощи батальону было поручено Тернопольской городской государственной администрации.

## Техника, вооружение и снаряжение
Личный состав батальона обмундирован в камуфляжную униформу, стальные каски СШ-68 и вооружён стрелковым оружием — автоматами АК-74 и ручными пулемётами РПК-74.
19 июня 2014 года батальон получил первую партию бронежилетов, они поступили в виде спонсорской помощи от одного из банков.
5-7 августа 2014 года на вооружение батальона поступили шесть отремонтированных бронемашин БРДМ-2.
В сентябре 2014 года министерство обороны Украины приняло решение выделить для батальона двадцать грузовиков ГАЗ-66, которые должны были заменить использовавшиеся для перевозки личного состава школьные автобусы «Богдан». Однако фактически из воинских частей было получено только 11 грузовиков, при этом техника, около 25 лет находившаяся на хранении, требовала ремонта. 20 сентября 2014 года батальон получил первый отремонтированный ГАЗ-66 (в ходе восстановления бензобак и борта кузова которого обшили стальными листами). В результате, автобусы остались в составе батальона.
6 декабря 2014 батальону подарили армейский джип.
14 февраля 2015 батальону передали внедорожник УАЗ с креплением для установки пулемёта на крыше.
3 марта 2015 руководство Тернопольско-Зборовской епархии Украинской греко-католической церкви подарило батальону автомашину «скорой помощи» на базе микроавтобуса «Ford Transit».
13 мая 2016 батальону передали отремонтированный грузовик КамАЗ-5320, 1 августа 2016 — джип, 28 августа 2016 года — санитарный автомобиль АС-66.

## Командование
- командир батальона: подполковник Игорь Ларин[1][2]
- заместитель командира батальона по тылу: подполковник Игорь Дрозд[34]
- начальник медицинской службы батальона: Лилия Грицишин[1]